# Robert Maaskant
Robert Maaskant (* 10. Januar 1969 in Schiedam) ist ein niederländischer Fußballtrainer und ehemaliger Fußballprofi.

## Karriere

### Als Spieler
Robert Maaskant startete in der Saison 1989/90 seine Karriere bei den Go Ahead Eagles. Anschließend zog es ihn für ein Jahr zu RBC Roosendaal, woraufhin er das Angebot des schottischen Erstligisten FC Motherwell annahm. Nach einem einjährigen Gastspiel zog es ihn zurück nach Holland, wo er die nächsten drei Jahre für den FC Zwolle und zuletzt 1995/96 für Excelsior Rotterdam spielte.

### Als Trainer
Seine Laufbahn als Trainer begann Robert Maaskant 1996 als Co-Trainer beim FC Zwolle. Dort war er bis 1999 insgesamt drei Jahre beschäftigt. Anschließend ging er für drei Jahre, erstmals als Chef-Trainer, zu RBC Roosendaal. Es folgte ein einjähriges Engagement bei seinem früheren Verein Go Ahead Eagles, ehe er 2004/2005 Willem II Tilburg coachte. In der Spielzeit 2006/2007 war er bereits zum zweiten Mal bei RBC Roosendaal als Coach aktiv, ehe er 2007/2008 Cheftrainer vom Zweitligisten MVV Maastricht wurde. Ab Sommer 2008 bis August 2010 trainierte Robert Maaskant den Erstligisten NAC Breda. Am 21. August 2010 wurde er Trainer beim polnischen Erstligisten Wisła Krakau und mit den Krakauern gleich in seiner ersten Saison Polnischer Meister. Nach einigen Misserfolgen wurde Maaskant im November 2011 in Krakau entlassen und nahm nach einem kurzen Zwischenengagement in den USA im Mai 2012 ein Angebot des FC Groningen an. Nachdem sein Vertrag 2013 nicht verlängert worden war, unterschrieb Maaskant im Juni 2013 als Trainer beim belarussischen Verein FK Dinamo Minsk.

## Erfolge als Trainer
- Polnischer Meister 2011 (mit Wisła Krakau)
- Aufstieg in die Eredivisie 2000 und 2002 (mit RBC Roosendaal)